# Palmital (ort)
Palmital är en ort i Brasilien.   Den ligger i kommunen Palmital och delstaten São Paulo, i den södra delen av landet, 800 km söder om huvudstaden Brasília. Palmital ligger 510 meter över havet och antalet invånare är 18 539.
Terrängen runt Palmital är platt. Närmaste större samhälle är Cândido Mota, 18,0 km väster om Palmital.
Trakten runt Palmital består till största delen av jordbruksmark. Runt Palmital är det ganska glesbefolkat, med 47 invånare per kvadratkilometer.